# Cozola leucospila
Cozola leucospila är en fjärilsart som beskrevs av Walker 1865. Cozola leucospila ingår i släktet Cozola och familjen tofsspinnare. Inga underarter finns listade i Catalogue of Life.